# Liyuan (sockenhuvudort i Kina, Jiangsu Sheng, lat 31,54, long 120,26)
Liyuan (kinesiska: 蠡园, 蠡园街道) är en sockenhuvudort i Kina. Den ligger i provinsen Jiangsu, i den östra delen av landet, omkring 150 kilometer sydost om provinshuvudstaden Nanjing. Antalet invånare är 45 968. Befolkningen består av 21 910 kvinnor och 24 058 män. Barn under 15 år utgör 11,0 %, vuxna 15-64 år 79 %, och äldre över 65 år 9,0 %.
Runt Liyuan är det tätbefolkat, med 762 invånare per kvadratkilometer. Närmaste större samhälle är Wuxi, 3,7 km nordost om Liyuan. Trakten runt Liyuan består till största delen av jordbruksmark.
Genomsnittlig årsnederbörd är 1 613 millimeter. Den regnigaste månaden är augusti, med i genomsnitt 234 mm nederbörd, och den torraste är januari, med 55 mm nederbörd.